# Fridericia cinerea
Fridericia cinerea là một loài thực vật có hoa trong họ Chùm ớt. Loài này được (Bureau ex K.Schum.) L.G.Lohmann mô tả khoa học đầu tiên năm 2010.